# Octav Cozmâncă
Octav Cozmâncă (n. 22 septembrie 1947, satul Talpa, comuna Mihăileni, Botoșani)  este un politician român, care a fost președintele executiv al Partidului Social Democrat (PSD) în perioada 2003–2005. Cozmâncă a fost senator în legislaturile 1996-2000, 2000-2004 și 2004-2008, ales în județul Botoșani pe listele PDSR și PSD. În cadrul activității sale parlamentare în legislatura 1996-2000, Octav Cozmâncă a fost membru în grupurile parlamentare de prietenie cu Republica Kazahstan și Republica Populară Chineză.
În legislatura 1996-2000, Octav Cozmâncă a inițiat 18 propuneri legislative din care 14 au fost promulgate lege.
În septembrie 2009, Octav Cozmâncă a fost exclus din PSD iar cu o zi înainte el s-a autosuspendat din PSD.
Octav Cozmâncă a fost membru PCR din 1969.

## Carieră
Activitate profesională
- Decembrie 2000 - iunie 2003 - Ministrul administrației publice
- 1992 - 1996 - Secretar de Stat, Șef al Departamentului Administrației Publice Locale din cadrul Guvernului României;
- 1990 - 1992 - director management la Trustul de administrare a patrimoniului cultural național din cadrul Ministerului culturii;
- 1989 - 1990 - inspector guvernamental Guvernul României;
- 1983 - 1989 - șef sector coordonare (cancelarie, pregătire acte normative), Secretariatul general al Guvernului României

## Activitatea politică
În 21 septembrie 2009, Cozmâncă se autosuspendă din Partidul Social Democrat ca urmare a unei scrisori adresate „membrilor și electoratului PSD”, motivând că partidul nu mai e un partid de stânga și că nu are, din aprilie 2005, un lider autentic, fiind condus de „grupuri de interese”. Ulterior, PSD Suceava a anunțat că a decis în unanimitate excluderea din partid a lui Cozmâncă.
În perioada comunistă, Cozmâncă  a fost șef al sectorului coordonare în cadrul Consiliului de Miniștri (1983-1989) și șef de cadre al CC al PCR.